# ShoMMA: Strikeforce Challengers 9
『ShoMMA: Strikeforce Challengers 9』（ショウエムエムエー：ストライクフォースチャレンジャーズ9）は、アメリカ合衆国の総合格闘技イベント「Strikeforce」の大会の一つ。2010年7月23日、ワシントン州エバレットのエバレット・コムキャストアリーナで開催される。

## 大会概要
下記の三試合が行われる。
ヘビー級タイトルマッチ
 シェーン・デル・ロザリオ vs.  ロロヘア・マエ
女子バンタム級タイトルマッチ
 サラ・カフマン vs.  ロクサン・モダフェリ
ライト級タイトルマッチ
 アボンゴ・ハンフリー vs.  マイク・カイル